# Sauris acanthina
Sauris acanthina är en fjärilsart som beskrevs av Louis Beethoven Prout 1930. Sauris acanthina ingår i släktet Sauris och familjen mätare. Inga underarter finns listade.